# Konveks polygon
En konveks polygon er en polygon, hvor alle indvendige vinkeler mindre end eller lig med 180°.